# Malbun (Liechtenstein)

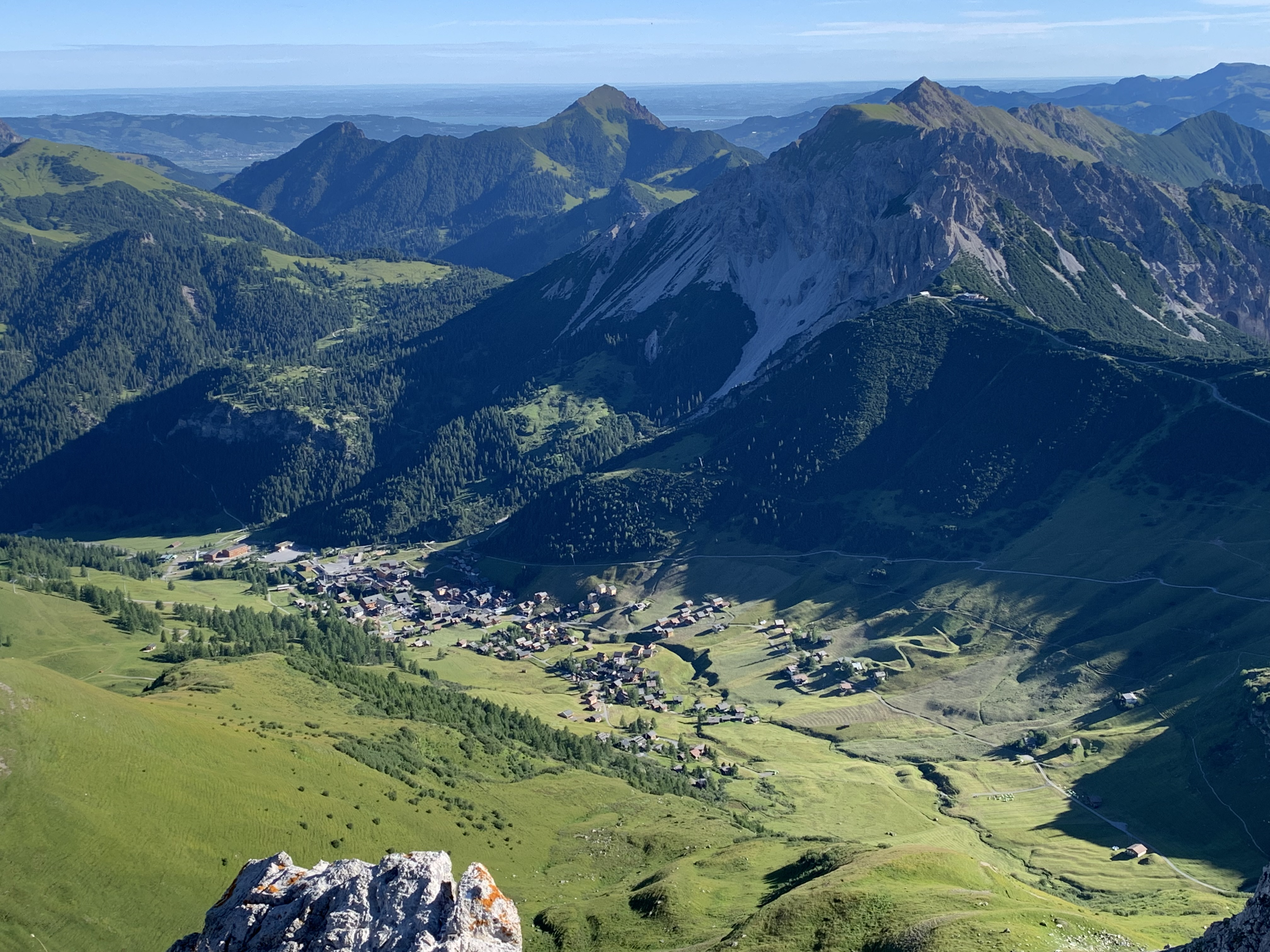
Malbun vom Augstenberg

Malbun ist ein Dorf im Fürstentum Liechtenstein. Es liegt in etwa 1600 m ü. M. und gehört mit den Orten Steg, Masescha, Silum und Gaflei zur Gemeinde Triesenberg. Malbun ist eine Exklave der Gemeinde Triesenberg (Turna und Sareis mit dem Ort Malbun).
Der Ortsname stammt aus dem Romanischen von «alp bun» (schöne, ertragreiche Alp) oder «val bun» (schönes, ertragreiches Tal).

## Geographie

### Lage

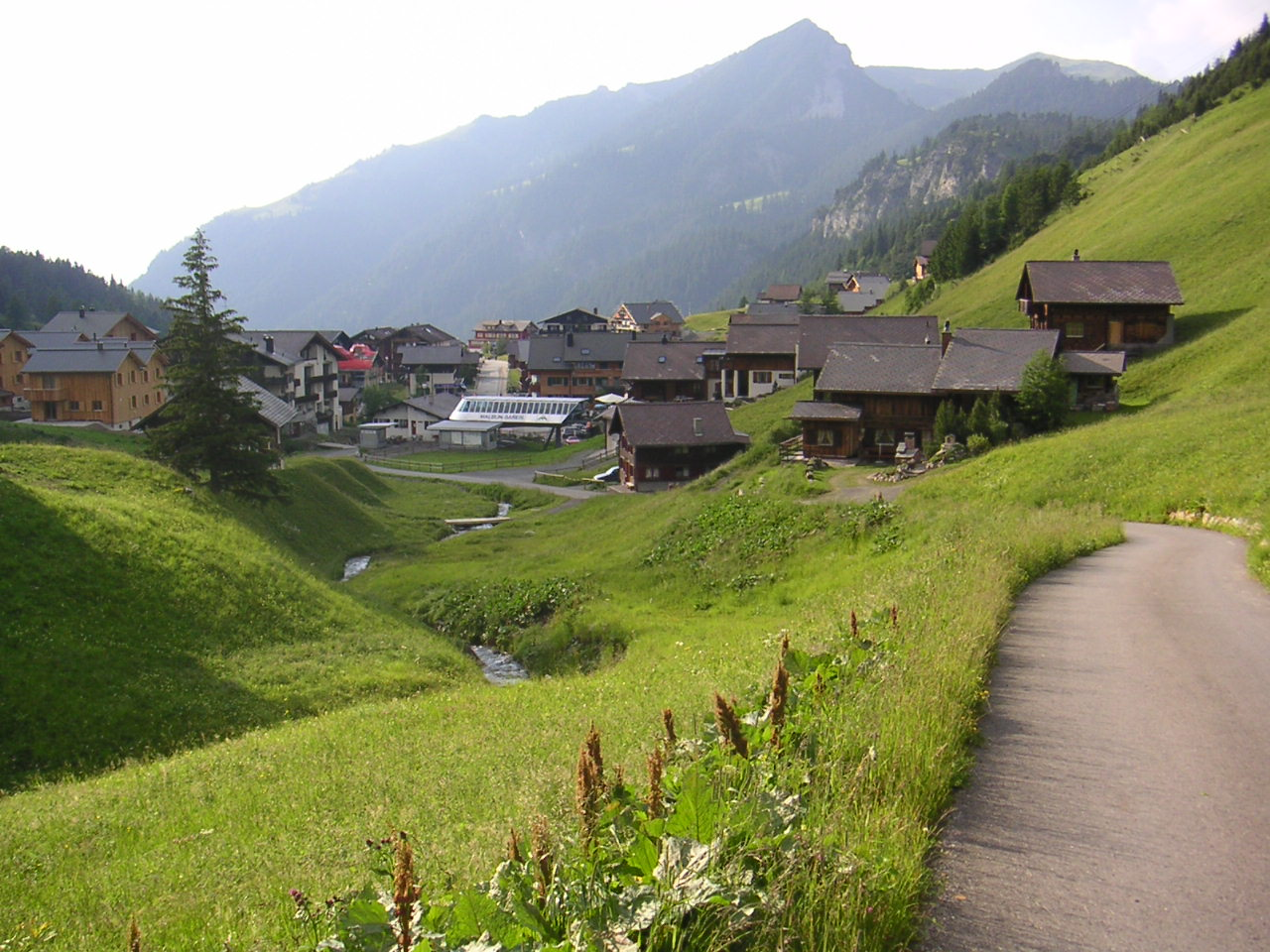
Blick auf Malbun

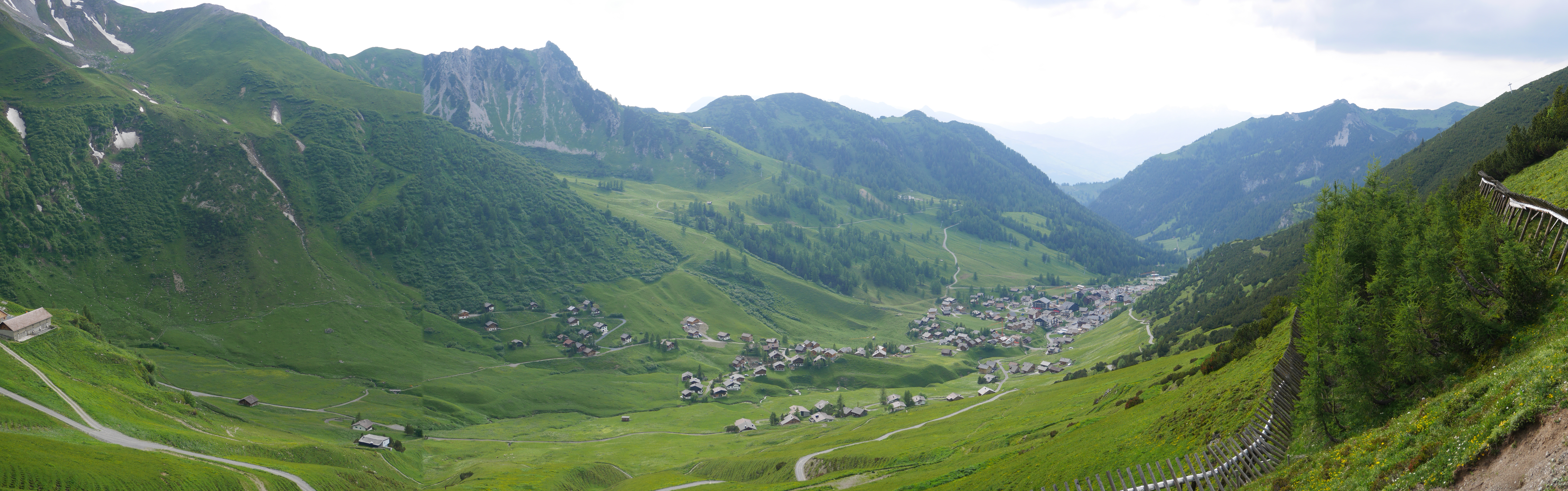
Malbun liegt in einem Trogtal.

Das Dorf Malbun liegt in rund 1600 m ü. M. (Talboden). Malbun (Malbuntal) ist ein Hochtal, zu dem die Alpen Turna (Gemeindealp von Triesenberg) und Pradamee (Genossenschaftsalp von Vaduz) gehören. Es ist ein Seitental zum Saminatal, an der Einmündung in das Saminatal liegt das Dorf Steg (1300 m ü. M.).

### Geomorphologie und Topographie
«Das Malbuntal ist ein kleines, Nord-West – Süd-Ost gerichtetes Trogtal, das von einem Lokalgletscher gebildet wurde. Es wird von einer fast kreisförmigen felsigen Bergkette umgeben. Steile Schutthänge vermitteln zwischen den Felsen und den sanfteren Hängen der Grundmoräne, welche die Talsohle bildet. Zwischen Gehängeschutt und Moränengrund treten einzelne Schieferhorizonte zutage (Partnach-Schiefer), die den Hauptquellhorizont des Tales bilden. Das untere Tal wird auf der ganzen Breite eingenommen von den zwei Bachschuttkegeln ‚Schlucher’ und ‚Fluhtola’, welche wiederum durch den Malbunbach eingeschnitten und geformt worden sind.»
Die heute bestehende Landschaftsstruktur ist ein Ergebnis der jahrhundertelangen landwirtschaftlichen Nutzung als Voralpe, die ab der Weihnachtszeit bis ins Frühjahr verlassen war.

### Gewässer
Das Malbuntal wird durch den Malbunbach durchflossen, der jedoch aufgrund seines kleinen Einzugsgebietes nur geringe Wassermengen führt und zudem starke saisonale Schwankungen aufweist.

## Geschichte
Die ab dem Ende des 13. Jahrhunderts eingewanderten Walser besiedelten wohl als Erste das Gebiet von Triesenberg dauerhaft und haben das Gebiet landwirtschaftlich genutzt. Es war im Eigentum der Grafen Montfort-Werdenberg und wurde teilweise den Bürgern von Schaan/Vaduz zum Erblehen gegeben. Die zugezogenen Walser erhielten weitere Nutzungsrechte, später auch zum Lehen (urkundlich belegt ab 1355). Ab dem 17. und 18. Jahrhundert wurde auch das Eigentum übertragen. 1562 entstand die erste Alpordnung, die bis 1867 in Kraft gestanden haben soll.
Eine erste schriftliche Bezeugung von Walsern am Triesenberg findet sich in einer Urkunde von 1355, in der ihnen ein Teil der Alpe Malbun zuerkannt wird und zwar, wie sie ihn «vormals gehabt haben». Entsprechend müssen sie sich bereits vor diesem Datum angesiedelt und Alpen zu Lehen genommen haben.
1867 entstand zur Umgehung des steilen Saumpfades über den Kulm ein kleiner Tunnel und wurde der Saumweg zu einer schmalen, befahrbaren Strasse ausgebaut, durch welche auch Malbun besser erreichbar wurde.

### 20. Jahrhundert

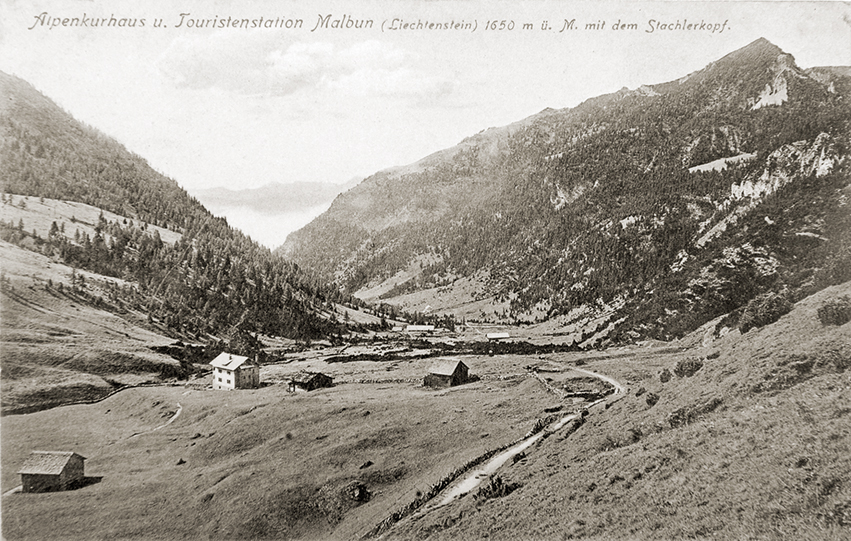
Malbun mit Alpenkurhaus und Stachlerkopf im Jahr 1909

1908 wurde das Kurhaus «Sareiserjoch» in Malbun errichtet und das Saminatal von Malbun aus touristisch erschlossen.
Um das Jahr 1925 bestand Malbun immer noch aus einer Streusiedlung mit rund 50 Maiensässhütten. In den 1930er-Jahren sind zaghafte Anfänge für den Wintersport erkennbar durch Skifahrer und Tourengeher. 1931/32 war das Kurhaus zum ersten Mal im Winter geöffnet. Es fuhr 1932 erstmals ein Postauto ins Tal, und es wurde 1933 ein Dieselaggregat für die Beleuchtung des Kurhauses angeschafft (erst am 28. Juli 1951 ersetzt, Anschluss an das öffentliche Energienetz).
1934 wurde der Verkehrsverein Malbun gegründet (heute: «Triesenberg Malbun Steg Tourismus»). 1945 wurde ein kleines Wasserkraftwerk am Malbunbach genossenschaftlich aufgebaut und brachte die erste Versorgung mehrerer Häuser in Malbun mit elektrischer Energie. 1947–1949 wurde das Kraftwerk Samina mit dem Stausee Steg errichtet und die bestehende Strasse von Triesenberg nach Steg durch den Tunnel Gnalp–Steg verkürzt. Am 21. Januar 1951 ging im hinteren Malbuntal eine Lawine ab und zerstörte etliche Hütten.
1951 bis 1953 erfolgte eine Güterregulierung, da durch reale Erbteilung stark zersplitterte Grundstücke und Eigentumsanteile bestanden. Seit 1959 wird die Strasse von Steg und Malbun ganzjährig offen gehalten, wodurch der Tourismus gefördert wurde. 1962 wurde das Hotel «Galina» gebaut und ein Schlepplift auf das Hochegg errichtet (im Januar 1963 in Betrieb genommen), und die Malbun-Bahn AG nahm den Sessellift auf das Sareiserjoch in Betrieb. 1966 folgte der «Tälilift» der Skilift AG und der «Schneefluchtlift» der Malbun-Bahn AG. 1971 wurden zwei neue Hotels eröffnet, Hotel «Silberhorn» und Hotel «Gorfion».
Im Winter 1985 fuhren Prinz Charles und Prinzessin Diana in Malbun Ski. Aufgrund starken Schneefalls musste Anfang Februar 1999 das hintere Malbuntal wegen hoher Lawinengefahr evakuiert werden. Nach Abgang von Lawinen, die zehn Ferienhäuser zerstörten, wurde in weiterer Folge, nach weiteren Niederschlägen, das gesamte Malbuntal evakuiert.
Die ursprünglichen Konkurrenten Skilift AG und Malbun-Bahn AG fusionierten aus wirtschaftlichen Gründen zur «Bergbahnen Malbun AG», und 2003 wurde ein zukunftweisendes Konzept für den Wintertourismus geschaffen und in weiterer Folge bis 2007 erhebliche Investitionen (etwa CHF 26 Millionen) in die Liftanlagen, Schneesicherheit und Infrastruktur getätigt. Seither wurde Malbun zu einem Ski- und Wandergebiet ausgebaut, welches heute zahlreiche Ferienhäuser, Hotels und Restaurants umfasst. 2020 wurden den Bergbahnen wegen anhaltender Defizite weitere staatliche Kredite gewährt.

## Kultur und Sehenswürdigkeiten

### «Friedenskapelle»

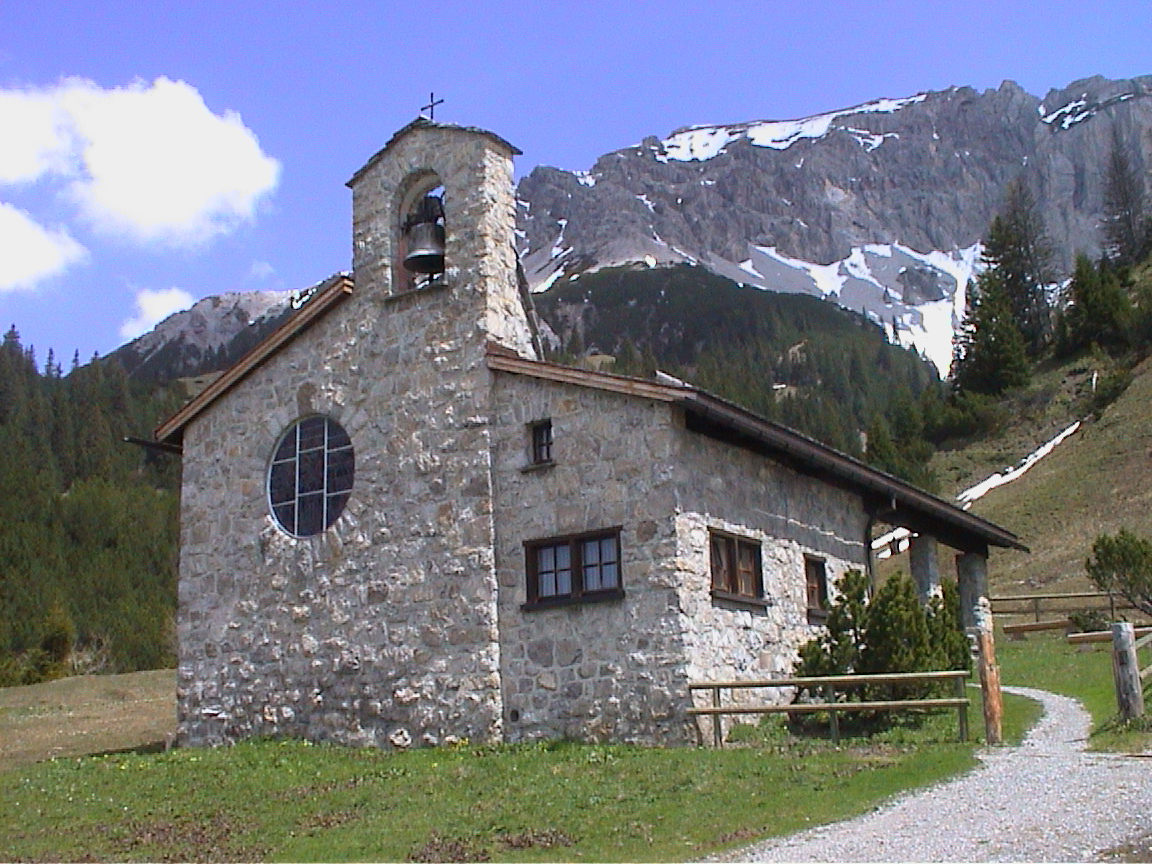
Friedenskapelle von Malbun

Die Friedenskapelle ist im nördlichen Teil des Ski- und Wandergebiets von Malbun gelegen und ist das höchstgelegene Gotteshaus in Liechtenstein. Die Kapelle wurde in den Jahren 1950/1951 auf Initiative des Triesenberger Pfarrers Engelbert Bucher errichtet. Die Glocke stammt aus der abgebrochenen alten Pfarrkirche von Triesenberg.
Der Name Friedenskapelle erhielt die Kapelle als Zeichen des Dankes für die Verschonung Liechtensteins vor den Grausamkeiten des Zweiten Weltkrieges.
Der Schweizer Maler, Kunstschaffende und Architekt Johannes Hugentobler (1897–1955) hat 1950/51 die Friedenskapelle ausgemalt.

## Wirtschaft und Infrastruktur

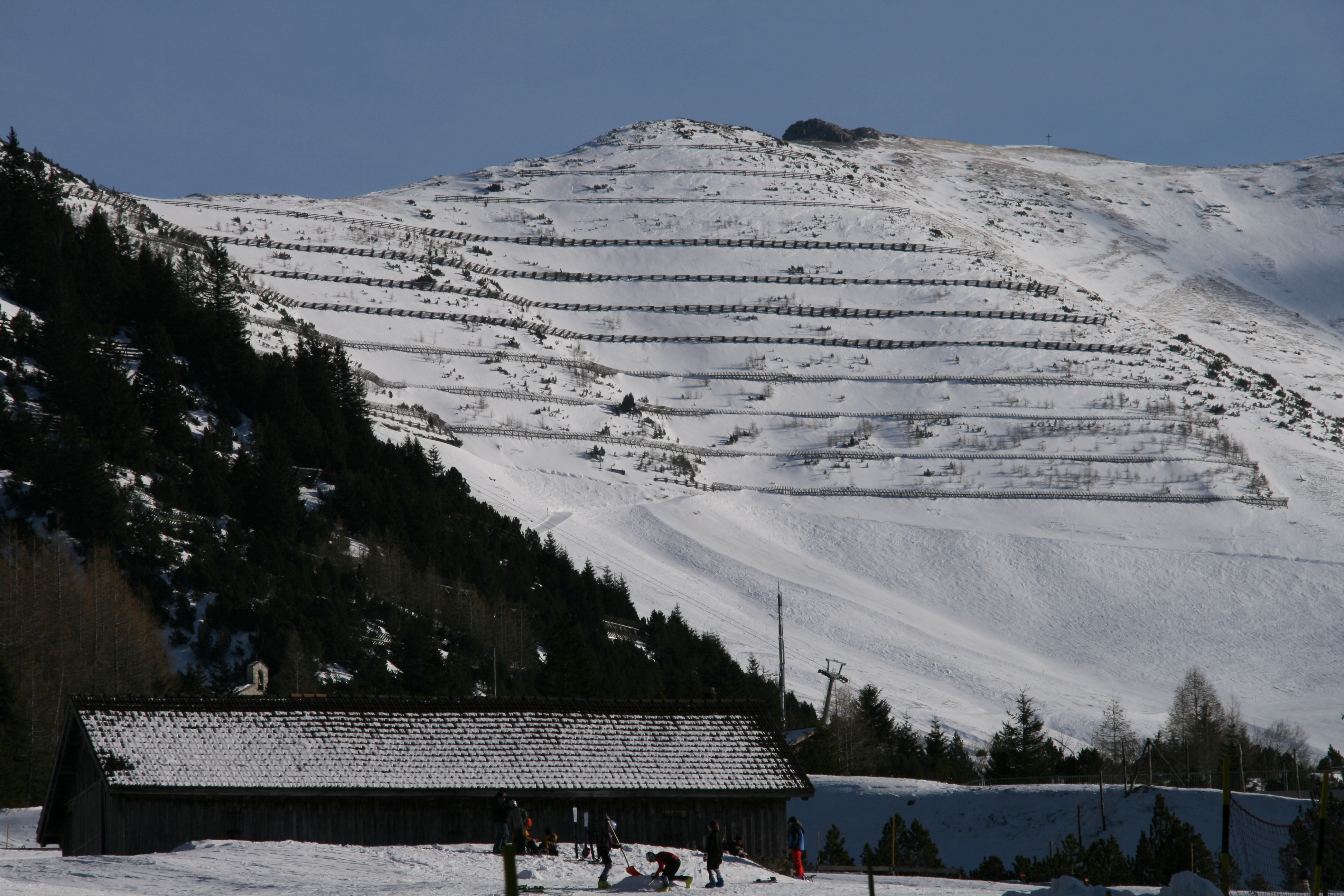
Die Lawinenverbauungen am Sareiserjoch dienen dem Schutz der Wintersportler.

### Wirtschaft
Aufgrund der jahrhundertelang abgeschiedenen Lage und nicht vorhandenen Verkehrsanbindung hat sich in Malbun kein Gewerbe oder Industrie entwickelt. Das Gebiet war wesentlich nur von der Landwirtschaft und der Forstwirtschaft genutzt, wobei diese Nutzung bis ins 14. Jahrhundert zurück nachweisbar ist. Erst seit etwa 100 Jahren bildet die touristische Nutzung eine weitere Einkommensquelle.

### Energie
Mit dem Kraftwerk Schlosswald wird das in Malbun gesammelte Trinkwasser für die Gemeinde Vaduz zur Energiegewinnung genutzt. Auch besteht das Trinkwasserkraftwerk Schneeflucht (2011) der Liechtensteinischen Kraftwerke.

### Infrastruktur
Der Ort verfügt in der Wintersaison über 10 Aufstiegshilfen (3 Sesselbahnen, 3 Schlepplifte und 2 Skilifte und 2 Zauberteppiche) sowie mehrere Hotels und einen Rundweg.

## Sport und Tourismus

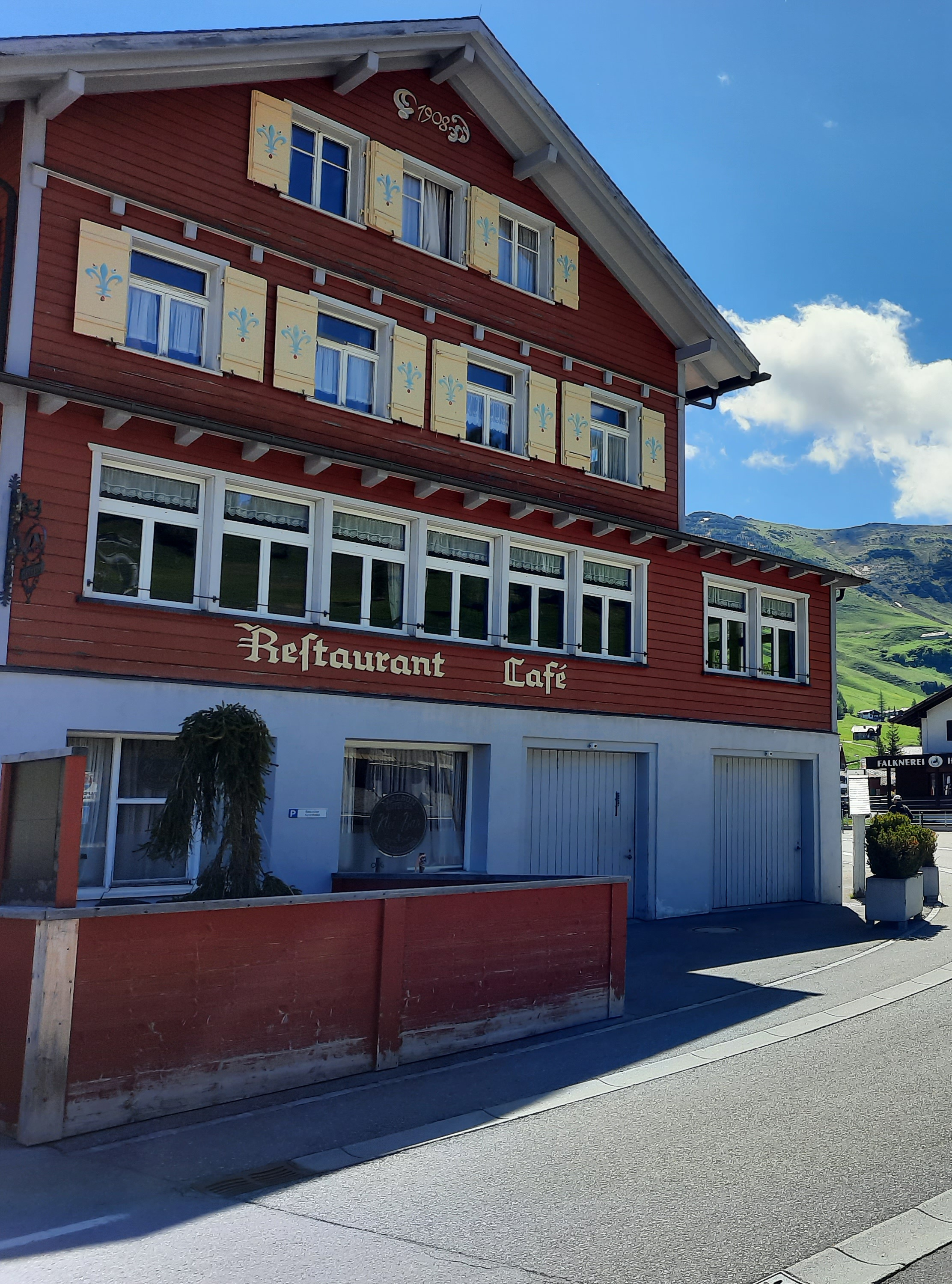
Das «Alpenhotel Malbun»

Der Tourismus begann kommerziell 1908, als das Kurhaus und Touristenstation Sareiserjoch (1650 m ü. M.) eröffnet wurde (heute: «Alpenhotel Malbun»).

### Sommer
Der Augstenberg ist ein 2359 m ü. M. hoher Berg oberhalb der Siedlung Malbun, nahe der Grenze zu Österreich und beliebtes Wanderziel, wie auch der gut fünfeinhalb Kilometer Luftlinie nördlich liegende Galinakopf (2198 m ü. M.) und der in zwei Stunden erreichbare Schönberg (2104 m ü. M.).
Der Nenzinger Himmel ist zu Fuss über das Sareiserjoch (1991 m ü. M.) erreichbar.
Die Pfälzerhütte ist ab Malbun mit einer Gehzeit von etwa zwei Stunden und ab der Bergstation Malbun-Sareis über den Fürstin-Gina-Weg (Gehzeit zwei Stunden) erreichbar. Die Schesaplanahütte ist von Malbun über die Pfälzerhütte und Grosse Furgga in sechs Gehstunden erreichbar.
Ausserdem war Malbun ein Ziel für Bergetappen der Tour de Suisse (2004, 2007, 2011 und 2022), sowie das Ziel des Alpin-Marathon Liechtenstein.

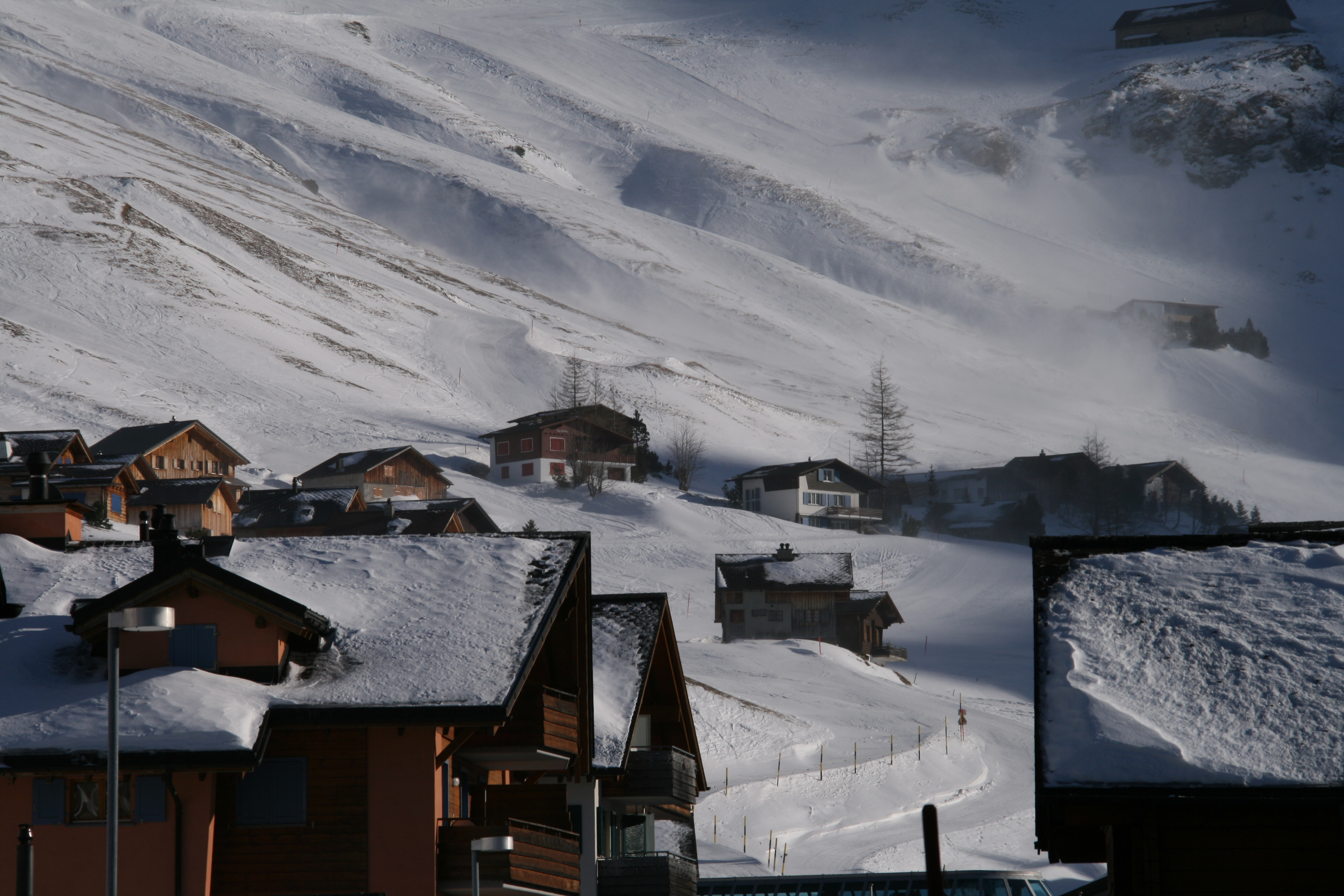
Das Wintersportgebiet Malbun

### Winter
Im Winter ist Malbun das wichtigste Wintersportziel in Liechtenstein mit 23 Kilometer Piste.